# Лазарево (муниципальный округ Егорьевск)
Ла́зарево — деревня в муниципальном округе Егорьевск Московской области России. 

## География
Деревня Лазарево расположена в юго-западной части муниципального округа Егорьевск, примерно в 25 километрах к юго-востоку от города Егорьевск. В 2 километрах к югу от деревни протекает река Цна. Высота над уровнем моря 111 метров.

## Название
В письменных источниках деревня упоминается как Бабинская (XVI век), Бабинская, Лазорево тож (1678, 1770 годы), Лазорево (1782 го), Лазаревская (XIX век). Позднее закрепилось название Лазарево.
Название Бабинская связано с некалендарным личным именем Баба, наименование Лазарево происходит от личного имени Лазарь.

## История
До отмены крепостного права деревня принадлежала помещику Дурново. После 1861 года деревня вошла в состав Лелеческой волости Егорьевского уезда. Приход находился в селе Лелечи.
В 1926 году деревня входила в Поповский сельсовет Лелечевской волости Егорьевского уезда.
До 1994 года Лазарево входило в состав Бобковского сельсовета Егорьевского района, в 1994—2004 гг. — Бобковского сельского округа, а в 1994—2006 гг. — Раменского сельского округа.

## Демография
В 1885 году в деревне проживало 110 человек, в 1905 году — 127 человек (59 мужчин, 68 женщин), в 1926 году — 80 человек (36 мужчин, 44 женщины). По переписи 2002 года — 7 человек (4 мужчины, 3 женщины). Население — 10 человек (2010).
| 1859 | 1868 | 1885 | 1905 | 1926 | 2002 | 2006 |
| ---- | ---- | ---- | ---- | ---- | ---- | ---- |
| 99   | ↗113 | ↘110 | ↗127 | ↘80  | ↘7   | ↘3   |
| 2010 |      |      |      |      |      |      |
| ↗10  |      |      |      |      |      |      |